# Bermudes aux Jeux du Commonwealth
Les Bermudes sont l'un des onze pays ou territoires à prendre part à la première édition des Jeux du Commonwealth en 1930. Malgré une participation sporadique dans les années 1950 et 1960, ce territoire britannique d'outre-mer a pris part à la grande majorité des Jeux depuis cette date. 
Les Bermudiens ont remporté à ce jour cinq médailles, dont une en or : celle de Clarence Saunders, qui établit un nouveau record des Jeux en saut en hauteur en 1990, avec un saut à 2,36 m — record qui tient toujours —. Quatre des cinq médailles bermudiennes proviennent des épreuves de saut en hauteur, saut en longueur ou triple saut, l'exception étant une médaille d'argent en bowling en 1998.
Les athlètes bermudiens prennent part à contrecœur au large boycott des Jeux de 1986 à Édimbourg. Alors que la majorité des pays membres du Commonwealth des Nations boycottent les Jeux pour protester contre le refus du gouvernement britannique d'appliquer des sanctions contre le régime de l'apartheid en Afrique du Sud, les Bermudiens envoient initialement bien leur délégation à Édimbourg. Après des informations contradictoires, les athlètes bermudiens prennent part à la dernière minute à la cérémonie d'ouverture - s'intercalant juste avant la délégation du pays hôte. Le lendemain, le nageur bermudien Victor Ruberry apprend lors de son arrivée à la piscine que l'Association olympique bermudienne a ordonné aux athlètes de se retirer des Jeux. Ruberry participe néanmoins à l'épreuve du 100 mètres brasse, mais garde la tête sous l'eau à l'arrivée, et est disqualifié. Malgré leurs protestations, les Bermudiens sont contraints par leur Association olympique de prendre part au boycott, et de quitter Édimbourg.
Les athlètes bermudiens défilent traditionnellement en bermuda aux cérémonies d'ouverture des Jeux.

## Médailles
Résultats par Jeux :
| Année | Médaille d'or | Médaille d'argent | Médaille de bronze | Total   |
| ----- | ------------- | ----------------- | ------------------ | ------- |
| 1930  | 0             | 0                 | 0                  | 0       |
| 1934  | 0             | 0                 | 0                  | 0       |
| 1938  | 0             | 0                 | 0                  | 0       |
| 1950  | absents       | absents           | absents            | absents |
| 1954  | 0             | 0                 | 0                  | 0       |
| 1958  | absents       | absents           | absents            | absents |
| 1962  | absents       | absents           | absents            | absents |
| 1966  | 0             | 1                 | 0                  | 1       |
| 1970  | 0             | 0                 | 0                  | 0       |
| 1974  | 0             | 0                 | 0                  | 0       |
| 1978  | 0             | 0                 | 0                  | 0       |
| 1982  | 0             | 0                 | 1                  | 1       |
| 1986  | 0             | 0                 | 0                  | 0       |
| 1990  | 1             | 0                 | 0                  | 1       |
| 1994  | 0             | 0                 | 1                  | 1       |
| 1998  | 0             | 1                 | 0                  | 1       |
| 2002  | 0             | 0                 | 0                  | 0       |
| 2006  | 0             | 0                 | 0                  | 0       |
| 2010  | 0             | 0                 | 0                  | 0       |
| 2014  | 0             | 0                 | 0                  | 0       |
| 2018  | 1             | 0                 | 0                  | 1       |
| Total | 2             | 2                 | 2                  | 6       |

Médaillés :
| Nom                         | Jeux | Médaille           | Discipline | Épreuve                    |
| --------------------------- | ---- | ------------------ | ---------- | -------------------------- |
| Clarence Saunders           | 1990 | Médaille d'or      | Athlétisme | Saut en hauteur hommes     |
| John Morbey                 | 1966 | Médaille d'argent  | Athlétisme | Saut en longueur hommes    |
| Antoine Jones Conrad Lister | 1998 | Médaille d'argent  | Bowling    | Doubles hommes             |
| Clarence Saunder            | 1982 | Médaille de bronze | Athlétisme | Saut en hauteur hommes     |
| Brian Wellman               | 1994 | Médaille de bronze | Athlétisme | Triple saut hommes         |
| Flora Duffy                 | 2018 | Médaille d'or      | triathlon  | triathlon épreuve féminine |